# Provincia Valencia
Provincia Valencia (în valenciană, Província de València) este o provincie în estul Spaniei, în comunitatea autonomă valenciană. Capitala provincială este Valencia. Are o extensiune de 10.763 km² și 2.589.312 locuitori (2021). 
8,06% din populația provinciei este de altă naționalitate decât cea spaniolă, media națională fiind de 8,46%. Dintre aceștia, 25,76% sunt de origine est-europeană (români și bulgari aproape în exclusivitate).

Diviziunile Provinciei Valencia

## Localități selectate
- Valencia (capitală provincială)
- Llíria (capitala comarcei El Camp de Túria)
- Sagunt (capitala comarcei El Camp de Morvedre)
- Enguera (capitala comarcei La Canal de Navarrés)
- Xàtiva (capitala comarcei La Costera)
- Chiva (capitala comarcei La Hoya de Buñol)
- Puçol (capitala comarcei L'Horta Nord)
- Catarroja (capitala comarcei L'Horta Sud)
- Torrent
- Requena (capitala comarcei Plana de Utiel-Requena)
- Ademuz (capitala comarcei Rincón de Ademuz)
- Alzira (capitala comarcei La Ribera Alta)
- Sueca (capitala comarcei La Ribera Baixa)
- Gandia (capitala comarcei La Safor)
- Chelva (capitala comarcei Los Serranos)
- Ontinyent (capitala comarcei La Vall d'Albaida)
- Ayora (capitala comarcei Valle de Cofrentes-Ayora)

1. ↑  BSIe1 / Valensia, gorod i oblast v Ispanii[*] Verificați valoarea |titlelink= (ajutor)